# 空を飛ぶ、3つの方法。
『空を飛ぶ、3つの方法。』（そらをとぶ みっつのほうほう）は、CIRCUSとブロッコリーの共同展開ブランドであるLa'crymaより発売されたアダルトゲームソフト。通称：「そらみつ」。
『true tears』に続く、La'crymaの第2作。『true tears』が全年齢対象の作品だったのに対し、本作は成人向けである。
当初は2008年（平成21年）5月30日に発売を予定していたが、初回限定版は同年7月25日発売、通常版は8月20日発売に延期となっている。また、2009年（平成22年）10月2日には本作の数週間後を描く『空を飛ぶ、7つ目の魔法。』が発売された。

## あらすじ
突然学校を占拠される。彼女は言う。「学校を占拠してしまいました。死にたくなければ1か月以内に空を飛んでください」と。その発言を叶えようと、彼らの夏が始まる。

## 登場人物
※誕生日・血液型などは不明
天野 翔（あまの かける）
声 - なし
身長171cm。体重61kg。
主人公。瑞鳳学園の2年生。誰とでも話すことができるため、話の内容に応じて臨機応変な態度・行動が行える。
両親が仕事で極端に家にいる事が少ない為実質一人暮らしの様な生活をしているのだが、めんどくさいので自炊はほとんどしない。唯一作れる料理はカツ丼である。エッチなことが好きで、会話などにも入れてくる。その態度を変えない為ラインギリギリの会話をすることもしばしば。またかなりのロマンチストでドラマのような展開や変化のある生活を望んでいる。眼鏡が嫌いで生理的に受け付けない。故にかりんが苦手である。しかし一度眼鏡のない顔をインプットしてしまえば何時でも何年経ってもその顔が脳内再生され、眼鏡をかけていても平気になる。ズボンのポケットからアイスや丼もの等色んな物を出したり、海パンからイカ墨スパゲッティーを出したりできるのだが、その仕組みは本人にもわかっていない。
雲呑 深空（くものみ みそら）
声 - 立花あや
身長152cm。体重41kg。B84 W54 H83
瑞鳳学園の2年生。いつもフエルトペンを持ち歩いている。母親が有名な絵本作家であり、母親のような絵本作家になるのが夢でスケッチブックに絵を描いている。しかし恥ずかしく自分の描く絵に自信がないため絵を見せようとしない。
明るく元気、健気な女の子でありつつも、頑固な一面を見せることもある。翔と同じくかなりのロマンチストであり、いつか白馬に乗った王子様が颯爽と現れて助けてくれることを望んでいる。
成績優秀な上に美少女で、運動もそこそこと非の打ち所が無い上に嫌味が無いので、男女問わずに人気者になれるな女の子ではあるが、彼女自身で境界線を作っているため仲の良い友達は居なかったのだが、共通のアニメで盛り上がり意気投合してかりんと親友になる。
料理が唯一の不得意分野で、致命的なまでに下手。
極度の猫舌で、熱いモノを食べた晩はアイスをたくさん食べないと舌が気になって眠れないという変な癖を持っている。
嵩立 静香（かさだて しずか）
声 - ひなき藍
身長155cm。体重40kg。B73 W51 H77
瑞鳳学園の2年生。主人公とは小さいころからの幼馴染でクラスメイト。麻衣子とは仲の良い親友。知識人でクールなため、ツッコミを出番とする場面が多い。
主人公の事が好きなのだが、自分の感情を上手く伝えることができない、そして主人公に素直になれない癖（クーデレ）がある。
グッズを集めるほどのカバ好きで、カバを見ると目をキラキラ光らせる。静香曰く、カバの鳴き声は「だお～」らしい。
鈴白 灯（すずしろ あかり）
声 - きのみ聖
身長158cm。体重46kg。B79 W50 H80
瑞鳳学園の3年生。唯一の上級生であり、全校生徒からも目をつけられている才色兼備な女性。
昔から事故に巻き込まれやすい体質で、交通事故だけでも過去4回位巻き込まれている。数年前に不慮の事故に遭い視力を失ってしまったが、常人離れした聴力と絶対空間把握能力という世界でも稀にみる能力により普通の人と変わらぬ生活を送っている。その能力の為白杖は本来必要なく、持ち歩いているのは不埒な男が近寄ってくるため。ちなみに白杖は刀やビームサーベル、グングニルの槍等の武器に変化させることができる。
日本古来の文芸を愛し、茶道部の部長を務めている(部員は5人しかいない)。
姫野王寺 花蓮（ひめのおうじ かれん）
声 - 桜井りか（リマスター版はまきいづみ）
身長157cm。体重44kg。B82 W53 H83
瑞鳳学園の1年生。唯一の下級生である。家は姫野王寺財閥という誰もが知っている大会社であり、超が付くほどの大富豪である。しかし、現在は訳あって一人暮らしをしている為財布には小銭が数枚や食事はコッペパンという極貧生活を送っている。
姉が居り、彼女が常に持ち歩いている三種の神器(純金英和辞書、高級日傘、プラチナの扇子)は全て姉からの誕生日プレゼントである。
普段はプライドが高くお調子者なのだが、破廉恥なことにはめっぽう弱く、翔と初めて会った時も襲われるのかと勘違いをして悪い印象を持ってしまう。
また、主人公に対しては高飛車ツンデレである。
鳥井 かりん（とりい かりん）
声 - 椎名るぅ
身長160cm。体重49kg。B88 W55 H87
正体不明のテロリストで突然学校を不法占拠した張本人。占拠したにもかかわらず天然キャラであるためそれほど警戒されていない。眼鏡がアイデンティティーだと言い、取られると死ぬらしい。謎解きアニメ系の大ファンであり同じ趣味を持つ深空とも直に意気投合し、彼女の家に上がりこんでいる。主人公の自宅の鍵を所持しており、毎朝起こすために訪問等行っている。
相楽 麻衣子（さがら まいこ）
声 - 桜ちとせ
身長144cm。体重33kg。B68 W49 H71
瑞鳳学園の2年生。トリ太とのコンビで学年を飛び級し静香や主人公達と同じ学年まで上った少女。しかし実際のところトリ太が問題を解いているので勉強は全然できない。しかし科学に関しては天才的で数々の発明品を生み出している。発明に熱中しすぎて徹夜で作業することもしばしば。また、質量保存の法則を無視した発明をすることも多く、ジャガイモやカボチャなどでロデオボーイを作ることもできる。一家皆科学者でその発明で財を築いており、彼女の家もまた大富豪である。
後先考えずに行動を行ったり、困っている人を助けずには居られないという優しく波乱な性格の持ち主である。持ち前の科学力を武器に空へ飛ぶという夢を叶えるため最年少ながらもリーダーシップを発揮する。
櫻井 秀一（さくらい しゅういち）
声 - 伊波由羽
身長169cm。体重59kg。
瑞鳳学園の2年生。翔を除けば唯一の男性メンバー。口数が少なく何を考えているのかわからない。いざ喋ると意味不明な考えなため更にわからなくなる。
麻衣子の助手として手助けをしている。イカが好きで、本人曰く「イカの鎖骨を見ると興奮する」「イカのフォルムは性的に神だと思う」との事。
トリ太（とりた）
声 - ？？？
麻衣子が背負っている大きなぬいぐるみで、一人称は吾輩。
自立で動くことが出来ない。また人間の会話を理解し話すことが出来るが、トリ太の声なのかがわからない。
背中に羽らしきものが生えている、それ故本人は鳥と主張している。また人類の上位種と位置づけている。
大きな体を生かし説教に特化している。灯を一目置く存在にしている。
渡辺さん（わたなべ - ）
声 - 佐伯ほたる
瑞鳳学園の2年生。主人公をちょっぴり思いを寄せている。がなかなか勇気がでなかったり主人公を取り巻く男友達に邪魔されるという場面がある。
静香や麻衣子とは元より友達で、自宅のパン屋通いである花蓮とも仲が良い。
真面目な性格なのだが、普通にへっぽこなためボケにまわされる事もしばしば。
茶道部関係で灯とも仲が良く、誰からでも愛されるキャラである。

## スタッフ
- 原画 - 大場陽炎、みずきまさと、風見春樹、たかのゆき
- シナリオ - 神夜優
- プロデューサー - tororo
- アシスタントプロデューサー - 山田（仮）

## 主題歌

### 空を飛ぶ、3つの方法。
オープニングテーマ「君に続く軌跡」
作詞 - tororo&華憐（電気式華憐音楽集団） / 作曲 - 戸波和義 / 編曲 - 戸波数義・細井聡司 / 歌 - 加瀬愛奈
オープニングテーマ「Growing」
作詞 - miru / 作曲 - 如月秋祐 / 編曲 - CAS / 歌 - 加瀬愛奈
挿入歌「それぞれの未来」
作詞 - 華憐(電気式華憐音楽集団) / 作曲・編曲 - ENA / 歌 - 小梅
挿入歌「ふたりで」
作曲・編曲 - CAS / 作詞 - miru / 歌 - 愛乃
エンディングテーマ「未来への欠片」
作曲・編曲 - 電気（電気式華憐音楽集団） / 作詞・歌 - 華憐（電気式華憐音楽集団）
グランドエンディングテーマ「Silent Stars」
作詞・作曲 - 瀬名 / 編曲 - Lavi / 歌 - 瀬名

### 空を飛ぶ、7つ目の魔法。
オープニングテーマ「君から始まる奇跡」
作詞 - tororo / 作曲・編曲 - 細井聡司 / 歌 - 加瀬愛奈
オープニングテーマ「Fly High!」
作詞・作曲・編曲・歌 - Cy-Rim rev.
挿入歌「DEAR MY FRIEND」
作詞 - Heco・愛乃 / 作曲・編曲 - Corey&Carter / 歌 - Heco
エンディングテーマ「TOMODACHI」
作詞・歌 - 佐藤ひろ美 / 作曲 - 上松範康（Elements Garden） / 編曲 - 藤田淳平（Elements Garden）
エンディングテーマ「crystallize」
作詞・歌 - 加瀬愛奈 / 作曲・編曲 - 細井聡司

## メディア展開

### 漫画版
月刊コンプエースにて本ゲームに先行する形で連載開始。
原作：La'cryma　脚本：神夜優　漫画：霜月絹鯊　出版元：角川グループパブリッシング
1. 2008年（平成21年）7月10日初刊発行、ISBN 978-4-04-715071-3
2. 2009年（平成22年）3月26日初刊発行、ISBN 978-4-04-715223-6